# Alexandre Masseron
Pour les articles homonymes, voir Masseron.
Alexandre Masseron, né le 21 août 1880 à Lesneven (Finistère) et mort le 9 juin 1959 à Porspoder (Finistère), est un écrivain français.
Il est l'auteur de nombreux ouvrages sur saint François d'Assise et sur le franciscanisme. Ancien élève du collège Saint-François de Lesneven, il appartient ensuite au Cercle Saint-François, auquel il fait connaître Sainte Catherine de Sienne en 1922. 
Les travaux d'Alexandre Masseron sur l’écrivain italien Dante font autorité dans le monde entier. En 1949, l’Académie française lui décerne le prix Langlois pour ses traductions.
Il devint avocat à Brest puis maire de cette ville en 1944.

## Biographie
Outre ses ouvrages sur Dante Alighieri, Alexandre Masseron est l’auteur de nombreux essais sur saint François d’Assise et sur l’histoire de l’art. Il traduisit Les fioretti de saint François d'Assise en français ainsi que la Règle mais écrivit aussi quelques textes sur sa région natale, la Bretagne et le Finistère. Durant près de 25 ans il fut lié à l'écrivain danois converti Johannes Jørgensen (1866-1956), auteur d'un livre sur saint François d'Assise. Il le fera venir au Collège Saint-François de Lesneven en 1926.
Il fut également l'auteur de billets signés Beffa parus dans le Courrier du Finistère et dans La Chronique brestoise.
Il écrivit quelques articles dans le journal catholique La Croix.

## Ouvrages
- L'imagier de Saint Florent, Xe Revue de Bretagne et de Vendée (Vannes), 1908/01 (SER4,A7,T39)-1908/06). [lire en ligne]
- Anne de Bretagne au Folgoat. Août. Revue de Bretagne et de Vendée (Vannes), 1908/07 (SER4,A7,T40)-1908/12. paeg 83. [lire en ligne]
- Les Porches sculptés de la Vallée de l'Elorn. L'Hermine, avril-sept 1909.
- Les Chapelles de Basse-Bretagne, Saint-Jaoua à Plouvlen — L'Hermine, t. XLI, p. 149-153. 236
- La Bretagne de José-Maria de Heredia. — L'Hermine, t. XLI, p. 33-41. 318.
- Les Ossuaires de Basse-Bretagne, Journal des Débats, 3 novembre 1909.
- Les ossuaires du Léon. — L'Hermine, t. XXXVIII, p. 241-249. 261
- Les Danses des morts de France, article du Correspondant du 10 février 1910.
- La Galerie des rois mages, 1915.
- Notes et aperçus. Les premiers mois de la guerre européenne, 1915.
- Les Énigmes de la « Divine comédie» , Librairie de l'Art catholique, 1922.

- Prix Bordin 1923 de l’Académie française.
- Sainte Catherine de Sienne , par Alexandre Masseron, Henri Laurens, 1922.
- Les exemples d'un ermite siennois, Philippe Agazzari Alexandre Masseron, Johannès Joergensen, 1924.
- Aux Saints d'autrefois pour les hommes d'aujourd'hui éditions Saint-Michel. 1926.

- Prix Montyon 1931 de l’Académie française
- Le Premier jubilé et les contemporains / jubilé de Boniface VIII, Noël 1299, 1924.
- Saint François d'Assise, son œuvre, son influence (1226-1926), publié sous la direction de Henri Lemaître et Alexandre Masseron, Droz, 1927, Crayon hors texte de Bernard Naudin .
- Assise , Collection Les Villes d'Art célèbres, 1926.
- Au pays des « Bigoudens » Détails intéressants d'architecture religieuse. (p. 3i37-3i54). Revue d'histoire de l'Église de France, année 1929, vol. 15, numéro 68
- Sainte Anne, L'Art et les saints, Henri Laurens, 1926.
- Saint Antonin  (1389-1459), Paris : Gabalda, 1928. .
- Quimper, Quimperlé, Locronan, Penmarc'h , Henri Laurens, 1928, 164 pages.
- Les Franciscains, 1931, Collection « Les Grands Ordres monastiques », Grasset.
- Saint Christophe , La vie du saint protecteur des voyageurs, 1933.
- Vie de saint Antoine de Padoue , Albin Michel, 1941, 32 pages.
- Un poète italien mort à l'ennemi: Giosuè Borsi
- « Mes Frères les oiseaux » dans « Légendes franciscaines », Montréal, Libraire Saint-François .
- Dante Alighieri : le grand poète qui tant aima saint François, « Les Éditions Franciscaines », 1946, 98 pages.
- La Divine Comédie , index: avec une Introduction à la bibliographie dantesque, Albin Michel (impr. de J. Dumoulin), 1949, 233 pages.
- Pour comprendre la Divine Comédie , Paris, 1939.

- Prix Bordin 1940 de l’Académie française.
- Bx Pierre de Sienne , 1942.
- Dante, La Divine Comédie , Le Club Français du Livre: Avec les dessins de Botticelli, Trois volumes avec plans et tableaux synoptiques, abréviations. Texte reproduit avec l'autorisation des éditions Albin Michel, 1963 - 1964.
- Saint Arthur. Sa tombe à Glastonbury dans le Cornwall britannique in:Revue d'Histoire de l'Église de France, numéros 125 à 128, 1949.
- Sainte Catherine de Sienne et les Bretons, no 4 de Juillet in:Revue d'histoire de l'Église de France, numéros 125 à 128, 1949.
- La Légende Franciscaine: textes, Fayard, 1954.
- Sienne... Henri Laurens, 1955.
- Saint Yves, d'après les témoins de sa vie, Paris : Albin Michel, 1952, réédition Henri Laurens, 2001.

- Prix Lange 1953 de l'Académie française.
- Petit Guide du pèlerin et du touriste à Notre-Dame du Folgoët , Hélio-Cachan, 33 pages.
- Dante et Saint Bernard , Paris: Albin Michel, 1953.
- Article sur Dante, signé à Porspoder in finibus terrarum, in Les Lettres romanes, Volume 7, Université catholique de Louvain, 1953.
- François d'Assise (saint ), Alexandre Masseron, Damien Vorreux, Les Amis du Livre, 1963, 192 pages.
- Saint Jean-Baptiste dans l'Art , Arthaud, 1957 - 185 pages.
- Le collège de Lesneven , in: Revue d'histoire littéraire de la France, volume 18.
- Johannes Jørgensen, Le Pèlerin d'Assise (1866-1956).
- Paroles mémorables de saint François d'Assise; Albin Michel, 1960.
- Le Folgoët, Alexandre Masseron, Jos Le Doaré, Bretagne vivante, éd. Jos Le Doaré, 1967.
- Fioretti de Saint François : Traduction, introduction, et notes d'Alexandre Masseron, préface du R.P. Damien Vorreux o.f.m, Le Cerf, illustrations originales de Jean-Sébastien Grinneiser, « Les Éditions Franciscaines » (réédition 2002)  (ISBN 2-204-07440-3 et 978-2-204-07440-7) - SODIS : 8270889, ou collection « Points Sagesse », Éditions du Seuil, réédition février 2015.
- « Règle primitive de Saint François » dans Les Règles Monastiques de Saint Pacôme (version éthiopienne), de Saint Augustin (Lettre 2II), de Saint Benoît (traduite par Dom Guéranger), ainsi que les « Règles Monastiques Primitives de Saint François d'Assise » (traduite par Alexandre Masseron) « et du Mont Carmel » (traduite par François de Sainte-Marie) éditions 1982, collection « Points Sagesse », Éditions du Seuil.
- Œuvres de saint François d'Assise, traduit du latin par Alexandre Masseron, Albin Michel, collection « Spiritualités vivantes », octobre 2006 comprennent, outre les deux « Règles » qu'il rédigea pour l'ordre, des lettres, quelques poèmes latins et des « Laudes » et le « Testament ». : [lire en ligne] aperçu sur Gallica
- Lesneven et ses environs de Jean-Yves Le Goff, René Roudaut ; photographies de Alexandre Masseron ; éditions Alan Sutton, coll. « Mémoire en images »  (ISBN 978-2-8138-0548-5).